# 伊阿尼斯·泽纳基斯
伊阿尼斯·泽纳基斯（希臘語：Ιάννης Ξενάκης，羅馬化：Iannis Xenakis，1922年5月29日—2001年2月4日），又译克赛纳基斯，法籍希腊现当代作曲家、建筑师。

## 生平
生于罗马尼亚，先是学习建筑学和工程学，后来参加了二战中的希腊抵抗运动以及后来的希腊内战，在战场上面部负伤毁容，一只眼睛失明。1947年赴巴黎，师从众多著名作曲家，尤其是梅西安。又作为建筑师与勒·柯布西耶合作，参与了1958年布鲁塞尔世博会的场馆设计工作。2001年在巴黎去世。泽纳基斯现在主要以先锋派作曲家知名，他的音乐创作受到偶然音乐和电子音乐等现代音乐理念影响，但大部分作品仍由传统乐器演出。他创作的特点是把各种数学概念和理论引入音乐，但在音乐表达上也注重与希腊文化传统的联系。